# Ваалверит
Ваалверит е древно семитско божество.
Известно е от няколко споменавания в библейската Книга Съдии Израилеви, според която то е почитано в град Сихем, а и от много евреи след смъртта на съдията Гедеон.[Съд. 8:33] По-късната равинистична традиция го смята за идентичен с филистимското божество Велзевул.